# Symphonie no 2 de Henze
Pour les articles homonymes, voir Symphonie no 2.
La Symphonie no 2 est la deuxième des dix symphonies du compositeur allemand Hans Werner Henze, écrite en 1949.
Elle a été composée alors que le compositeur avait 22 ans, soit un an après sa première symphonie, la même année que sa troisième symphonie. La création en a été faite le 1er décembre 1949 avec l'orchestre  symphonique du Süddeutschen Rundfunks sous la direction de Hans  Müller-Kray.
La symphonie comporte deux mouvements : 
- Lento
- Allegro molto vivace - Adagio

Son exécution demande un quart d'heure.
Henze a dirigé lui-même un enregistrement en 1965 de l'œuvre avec l’orchestre philharmonique de Berlin.